# Bhelat
Bhelat (nep. भेलात, trl. Bhelāt, trb. Bhelat) – wieś w Nepalu w strefie Seti w dystrykcie Bajhang należąca do gaun wikas samiti Surma.